# Goodbye and Hello
Goodbye and Hello är ett musikalbum av Tim Buckley som lanserades i augusti 1967 på Elektra Records. Det spelades in i juni samma år i Los Angeles. Albumet producerades av Jerry Yester som senare kort blev gitarrist i The Lovin' Spoonful. Buckley skrev ungefär hälften av låtarna själv och samskrev resten med Larry Beckett som han samarbetat med sedan sitt debutalbum 1966. Albumet klättrade till nummer 171 på Billboard 200.

## Låtlista
(upphovsman inom parentes, låtar utan angiven upphovsman skrivna av Tim Buckley)
Sida 1
1. "No Man Can Find the War" (Larry Beckett, Tim Buckley) – 2:58
2. "Carnival Song" – 3:10
3. "Pleasant Street" – 5:15
4. "Hallucinations" (Beckett, Buckley) – 4:55
5. "I Never Asked to Be Your Mountain" – 6:02

Sida 2
1. "Once I Was" – 3:22
2. "Phantasmagoria in Two" – 3:29
3. "Knight-Errant" (Beckett, Buckley) – 2:00
4. "Goodbye and Hello" (Beckett, Buckley) – 8:38
5. "Morning Glory" (Beckett, Buckley) – 2:52

## Medverkande
- Tim Buckley – akustisk gitarr, 12-strängad akustisk gitarr, sång, steelgitarr, kalimba, vibrafon
- Lee Underwood – sologitarr
- John Farsha – gitarr
- Brian Hartzler – gitarr
- Jim Fielder – basgitarr
- Jimmy Bond – ståbas
- Don Randi – piano, cembalo, tramporgel
- Henry Diltz – munspel
- Jerry Yester – piano, orgel, tramporgel
- Carter Collins – congas, percussion
- Dave Guard – kalimba, tamburin
- Eddie Hoh – trummor
- Jim Gordon – trummor